# Ligne de Condé-sur-Vire à Granville
La ligne Condé-sur-Vire - Granville est une ancienne ligne à voie métrique exploitée dans la première partie du XXe siècle par les Chemins de Fer de la Manche (CFM). Elle reliait Condé-sur-Vire à Granville en traversant le centre Manche d'est en ouest.

## Histoire
La ligne est mise en service entre 1907 et 1910 en même temps que les quatre autres lignes du réseau des CFM. En 1914, la ligne Sainte-Mère-Église - Pont l'Abbé-Picauville, exploitée par les CFM, est fermée ; les rails sont réutilisés en 1921 pour prolonger la ligne de Condé à Saint-Lô par le rajout d'un troisième rail sur la ligne à écartement normal reliant Saint-Lô à Vire par Guilberville.
La ligne est fermée au trafic voyageur en 1935 et au fret en 1936.